# István Gorove

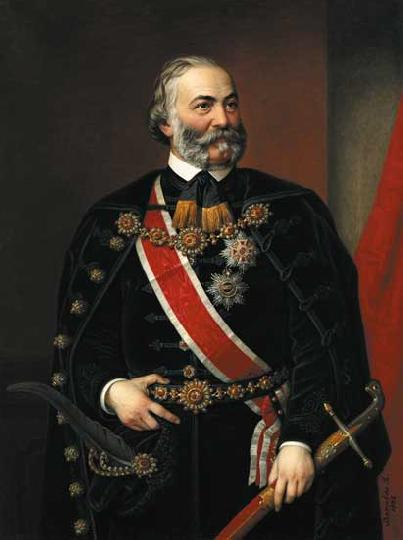
István Gorove in Magnatentracht auf einem Gemälde von Miklós Barabás.

István (Stefan) Gorove von Gattája (* 20. August 1819 in Pest; † 31. Mai 1881 in Budapest) war ein ungarischer Politiker, Jurist, Minister und Vorsitzender der Liberalen Partei.

## Leben
István Gorove wurde als Sohn des Schriftstellers László Gorove und Maria-Magdolna Rácz geboren. Nach dem Besuch des Piaristengymnasiums studierte er Jura und Philosophie. Bereits als Student fiel er durch seine Redegewandtheit und seinen Einsatz für die Meinungsfreiheit auf. Dadurch hatte er mehrmals gravierende Meinungsverschiedenheiten mit den Professoren und musste deshalb sein Studium unterbrechen und die Uni verlassen.
1839 wurde er in den Pressburger Landtag gewählt und verfasste in dieser Zeit wichtige literarische Werke. In den Jahren 1842/43 besuchte er das westliche Europa und machte sich ein Bild von der Politik und der Wirtschaft dieser Länder. Er besuchte dabei auch Parlamentssitzungen und Gerichtsverhandlungen. Auf seiner Reise lernte er zahlreiche Persönlichkeiten, wie John Bowring, Daniel O’Connell, François Arago und Victor Hugo, kennen. 1843 begab er sich auf seine Güter in Gátalja im Komitat Temes, die er nach dem Tod seines Vaters 1839 geerbt hatte. Er wurde im selben Jahr für seine literarischen Werke zum korrespondierenden Mitglied der Ungarischen Akademie der Wissenschaften ernannt.
Als Mitglied des Landtags von 1848 förderte er die engere Zusammenarbeit mit dem Deutschen Bund. Zudem war er 1849 in der Ungarischen Revolution Mitverfasser der Unabhängigkeitserklärung, welche die Unabhängigkeit Ungarns vom Kaisertum Österreich forderte. Nach Niederschlagung des Aufstands floh er über das Osmanische Reich nach Paris. Dabei wurde er in Abwesenheit in seiner Heimat zum Tode verurteilt und kehrte erst 1857 wieder zurück. Erst 1860 wurde er wieder, diesmal für den Wahlbezirk Pest-Theresienstadt, in den Pester Landtag gewählt.
Nach dem Österreichisch-Ungarischen Ausgleich wurde er in der ersten Regierung Ungarns unter Ministerpräsident Gyula Andrássy zum Minister für Ackerbau, Industrie und Handel ernannt. Im April 1870 wurde er Minister für öffentliche Arbeit und Verkehr. Nach Ende seiner Amtszeit 1871 wurde Gorove zum Geheimrat ernannt und wurde 1875 Parteivorsitzender der Liberalen Partei. Dieses Amt behielt er bis zu seinem Tod bei. Seine Stiftung finanzierte jährlich den Preis der Ungarischen Akademie der Wissenschaften.